# Konstanze Gerhard
Konstanze (Konny) Gerhard (* 7. Mai 1961 in Frankfurt am Main) ist Aktivistin der deutschen Lesbenbewegung.

## Leben
Von 1990 bis 2001 arbeitete sie freiberuflich als Lesbenbildungsreferentin. Zu ihren Schwerpunktthemen gehörte insbesondere die Situation von Lesben in der Arbeitswelt. Sie war Mitinitiatorin von Seminaren und Arbeitskreisen innerhalb des DGB und der ÖTV. An der Gründung der Gruppe lesbischer Lehrerinnen in der GEW war sie maßgeblich beteiligt. Sie ist Mitfrau des Lesbenrings. Zwischen 2012 und 2015 war Konstanze Gerhard Sprecherin des LSVD Landesverbands Schleswig-Holstein, vom 3. August 2013 bis 19. Juli 2014 war sie Mitglied im Vorstand des BLSJ, Bund Lesbischer und Schwuler JournalistInnen. 
Zu den weiteren Themen, mit denen Konstanze Gerhard sich intensiv befasst hat, gehören Coming Out und Lesbische Mütter, beides angesiedelt bei der Evangelischen Kirche. Des Weiteren war sie mit dem Thema „In jeder Klasse – lesbische und schwule SchülerInnen - Ein Aufklärungsprojekt an Frankfurter Schulen“ Lehrbeauftragte an der Fachhochschule Frankfurt. Bundesweit bekannt ist sie als Betreiberin des größten deutschen lesbischen Internetportals Konnys Lesbenseiten, das 1997 startete und bis 2018 lief. Die nichtkommerzielle Seite beinhaltete Links zu allen Bereichen lesbischen Lebens sowie eine umfangreiche, einschlägige Bücher- und Medienliste. 
Hauptberuflich ist Gerhard als selbständige EDV-Fachfrau tätig, außerdem studierte sie bis März 2016 an der Fachhochschule Kiel Öffentlichkeitsarbeit und Unternehmenskommunikation (Abschluss Bachelor of Arts). Von 1999 bis 2012 beriet sie als externe Beraterin die Hessische Landesregierung über das Hessische Sozialministerium in lesben- und schwulenpolitischen Fragen; ihre Arbeitsschwerpunkte waren Arbeit, Jugend, Familie, Migration und Kirche. 
Konstanze Gerhard lebte und arbeitete bis 2012 in Frankfurt am Main, seit 2012 in Kiel.